# Liste der Einträge im National Register of Historic Places im Muskogee County

Lage des Muskogee Countys in Oklahoma

Dies ist eine Liste der Einträge in das National Register of Historic Places im Muskogee County, Oklahoma.
Die Liste ist eine vollständige Aufstellung der Anwesen und Distrikte, die im Muskogee County in Oklahoma in das National Register of Historic Places eingetragen sind. Derzeit sind in diesem County 47 Einträge vorhanden, davon zwei National Historic Landmarks.

## Derzeitige Einträge
| [ 1 ] | Name                                     | Bild                                   | Eintragsdatum                  | Lage | Ort          | Beschreibung                                                     |
| ----- | ---------------------------------------- | -------------------------------------- | ------------------------------ | --- | ------------ | ---------------------------------------------------------------- |
| 1     | Administration Building-Post Hospital    | Administration Building-Post Hospital  | 14. Nov. 1985 ID-Nr. 85002828  | 803 Garrison Ave. 35° 48′ 24″ N, 95° 15′ 11″ W | Fort Gibson  |                                                                  |
| 2     | Bacone College Historic District         | weitere Bilder                         | 10. Dez. 2014 ID-Nr. 14001027  | Old Bacone Rd. 35° 46′ 36,8″ N, 95° 20′ 4,9″ W | Muskogee     |                                                                  |
| 3     | Central Baptist Church                   | weitere Bilder                         | 25. Sep. 1984 ID-Nr. 84003157  | 515 N. 4th St. 35° 45′ 12″ N, 95° 22′ 12″ W | Muskogee     | Im Sommer 1985 abgerissen, um Platz zu machen für Arrowhead Mall |
| 4     | Cherokee National Cemetery               | weitere Bilder                         | 19. März 1979 ID-Nr. 79002002  | 2,4 km östlich von Fort Gibson 35° 47′ 49″ N, 95° 13′ 45″ W                                                                                                 | Fort Gibson  |                                                                  |
| 5     | Commandant’s Quarters                    | weitere Bilder                         | 14. Nov. 1985 ID-Nr. 85002830  | 905 Coppinger Ave. 35° 48′ 32″ N, 95° 15′ 8″ W | Fort Gibson  |                                                                  |
| 6     | V. R. Coss House                         | V. R. Coss House                       | 2. Mai 1984 ID-Nr. 84003159    | 1315 W. Okmulgee St. 35° 45′ 11″ N, 95° 23′ 4″ W | Muskogee     |                                                                  |
| 7     | Dragoon Commandant’s Quarters            | weitere Bilder                         | 13. März 1980 ID-Nr. 80003276  | 409 Creek St. 35° 47′ 53″ N, 95° 15′ 26″ W | Fort Gibson  |                                                                  |
| 8     | W.E.B. DuBois School                     |                                        | 28. Sep. 1984 ID-Nr. 84003161  | abseits der U.S. Route 69 35° 40′ 5″ N, 95° 25′ 24″ W | Summit       |                                                                  |
| 9     | Escoe Building                           |                                        | 14. Juli 1983 ID-Nr. 83002094  | 228-230 N. 2nd St. 35° 44′ 58″ N, 95° 22′ 8″ W | Muskogee     |                                                                  |
| 10    | First Baptist Church                     | First Baptist Church                   | 25. Sep. 1984 ID-Nr. 84003164  | 6th and Denison Sts. 35° 45′ 10″ N, 95° 22′ 26″ W | Muskogee     |                                                                  |
| 11    | First Methodist Episcopal Church         | First Methodist Episcopal Church       | 11. März 2014 ID-Nr. 14000052  | 518 E. Houston St. 35° 45′ 9,8″ N, 95° 21′ 30,7″ W | Muskogee     |                                                                  |
| 12    | F.B. Fite House and Servant’s Quarters   | F.B. Fite House and Servant’s Quarters | 6. Okt. 1983 ID-Nr. 83004198   | 443 N. 16th St. 35° 45′ 29″ N, 95° 23′ 9″ W | Muskogee     |                                                                  |
| 13    | Grant Foreman House                      | Grant Foreman House                    | 19. Sep. 1973 ID-Nr. 73001565  | 1419 W. Okmulgee St. 35° 45′ 12″ N, 95° 23′ 12″ W | Muskogee     |                                                                  |
| 14    | Fort Davis                               |                                        | 23. Nov. 1971 ID-Nr. 71000670  | 2,5 Meilen nordöstlich von Muskogee 35° 47′ 0″ N, 95° 19′ 35″ W                                                                                             | Muskogee     |                                                                  |
| 15    | Fort Gibson                              | weitere Bilder                         | 15. Okt. 1966 ID-Nr. 66000631  | Lee and Ash Sts. 35° 48′ 24″ N, 95° 15′ 33″ W | Fort Gibson  |                                                                  |
| 16    | Honey Springs Battlefield                | Honey Springs Battlefield              | 29. Sep. 1970 ID-Nr. 70000848  | North of Rentiesville 35° 32′ 41″ N, 95° 28′ 41″ W | Rentiesville | reicht bis in das McIntosh County                                |
| 17    | Kendall Place Historic District          | weitere Bilder                         | 16. Dez. 2005 ID-Nr. 05001418  | grob begrenzt von W. Okmulgee St., S. 11th St., Elgin St., einer Gasse nördlich der Columbus St. sowie S. 14th und S. 16th Sts. 35° 45′ 17″ N, 95° 23′ 5″ W | Muskogee     |                                                                  |
| 18    | Manhattan Building                       | Manhattan Building                     | 11. Aug. 1983 ID-Nr. 83002095  | 325 W. Broadway 35° 44′ 57″ N, 95° 22′ 18″ W | Muskogee     |                                                                  |
| 19    | Manual Training High School for Negroes  |                                        | 22. Juni 1984 ID-Nr. 84003168  | 704 Altamont St. 35° 45′ 24″ N, 95° 22′ 8″ W | Muskogee     |                                                                  |
| 20    | Masonic Temple                           | Masonic Temple                         | 11. März 2014 ID-Nr. 14000053  | 121 S. 6th St. 35° 44′ 58,9″ N, 95° 22′ 35,4″ W | Muskogee     |                                                                  |
| 21    | George A. Murphy House                   | weitere Bilder                         | 2. Mai 1984 ID-Nr. 84003170    | 1321 W. Okmulgee St. 35° 45′ 11″ N, 95° 23′ 5″ W | Muskogee     |                                                                  |
| 22    | Muskogee County Courthouse               | Muskogee County Courthouse             | 23. Aug. 1984 ID-Nr. 84003173  | 216 State St. 35° 45′ 1″ N, 95° 22′ 59″ W | Muskogee     |                                                                  |
| 23    | Muskogee Depot and Freight District      | Muskogee Depot and Freight District    | 6. Dez. 2006 ID-Nr. 06001114   | grob begrenzt von Columbus Ave., S. Main St., Elgin Ave. sowie and S. 5th St. 35° 44′ 52″ N, 95° 22′ 26″ W                                                  | Muskogee     |                                                                  |
| 24    | Muskogee Municipal Building              | Muskogee Municipal Building            | 18. Dez. 2013 ID-Nr. 13000942  | 229-231 W. Okmulgee Ave. 35° 44′ 53,8″ N, 95° 22′ 17,7″ W                                                                                                   | Muskogee     |                                                                  |
| 25    | Nancy Taylor No. 1 Oil Well Site         |                                        | 15. Nov. 1989 ID-Nr. 89001962  | Haskell Lake Rd., west of U.S. Route 64 35° 50′ 33″ N, 95° 43′ 54″ W                                                                                        | Haskell      |                                                                  |
| 26    | Nash-Swindler House                      | Nash-Swindler House                    | 13. Juli 1979 ID-Nr. 79003640  | Maple and Jackson Sts. 35° 47′ 48″ N, 95° 14′ 54″ W | Fort Gibson  |                                                                  |
| 27    | Officer’s Quarters                       | Officer’s Quarters                     | 14. Nov. 1985 ID-Nr. 85002826  | 907 Coppinger Ave. 35° 48′ 33″ N, 95° 15′ 6″ W | Fort Gibson  |                                                                  |
| 28    | Oktaha School                            |                                        | 24. Aug. 1978 ID-Nr. 78002242  | Off U.S. Route 69 35° 34′ 35″ N, 95° 28′ 17″ W | Oktaha       |                                                                  |
| 29    | A.W. Patterson House                     | A.W. Patterson House                   | 2. Mai 1984 ID-Nr. 84003322    | 1320 W. Okmulgee St. 35° 45′ 12″ N, 95° 23′ 4″ W | Muskogee     |                                                                  |
| 30    | Post Adjutant’s Office                   | Post Adjutant’s Office                 | 14. Nov. 1985 ID-Nr. 85002827  | 905 Garrison Ave. 35° 48′ 31″ N, 95° 15′ 15″ W | Fort Gibson  |                                                                  |
| 31    | Post Blacksmith Shop                     | weitere Bilder                         | 14. Nov. 1985 ID-Nr. 85002829  | 905 Garrison Ave. 35° 48′ 32″ N, 95° 15′ 14″ W | Fort Gibson  |                                                                  |
| 32    | Pre-Statehood Commercial District        | Pre-Statehood Commercial District      | 6. Okt. 1983 ID-Nr. 83004210   | Main, Broadway, Okmulgee, and 2nd Sts. 35° 45′ 1″ N, 95° 22′ 10″ W                                                                                          | Muskogee     |                                                                  |
| 33    | Railroad Exchange Building               | Railroad Exchange Building             | 11. Aug. 1983 ID-Nr. 83002096  | 2nd and Court Sts. 35° 44′ 59″ N, 95° 22′ 10″ W | Muskogee     |                                                                  |
| 34    | Andrew W. Robb House                     | Andrew W. Robb House                   | 11. Mai 1982 ID-Nr. 82003690   | 1321 Boston 35° 44′ 43″ N, 95° 23′ 7″ W | Muskogee     |                                                                  |
| 35    | St. Philip’s Episcopal Church            | St. Philip’s Episcopal Church          | 18. Dez. 2013 ID-Nr. 13000943  | 502 N. 9th St. 35° 45′ 20″ N, 95° 22′ 37,4″ W | Muskogee     |                                                                  |
| 36    | St. Thomas Primitive Baptist Church      | St. Thomas Primitive Baptist Church    | 3. März 2004 ID-Nr. 04000123   | 5th St., north of its junction with Chimney Mountain Rd. 35° 40′ 9″ N, 95° 25′ 28″ W                                                                        | Summit       |                                                                  |
| 37    | Seawell-Ross-Isom House                  |                                        | 30. Jan. 1978 ID-Nr. 78002241  | Beauregard and Elm Sts. 35° 48′ 14″ N, 95° 15′ 24″ W | Fort Gibson  |                                                                  |
| 38    | Severs Hotel                             | Severs Hotel                           | 12. Sep. 1982 ID-Nr. 82003691  | 200 N. State St. 35° 44′ 55″ N, 95° 22′ 13″ W | Muskogee     |                                                                  |
| 39    | Sheltered Shelter District               |                                        | 15. Dez. 1978 ID-Nr. 78002243  | Adresse Verschlußsache | Warner       |                                                                  |
| 40    | "Spirit of the American Doughboy" Statue |                                        | 25. Jan. 2018 ID-Nr. 100002057 | Jack C. Montgomery VA Medical Center, 1011 Honor Heights Dr. 35° 45′ 51,7″ N, 95° 24′ 47,7″ W                                                               | Muskogee     |                                                                  |
| 41    | Surety Building                          | Surety Building                        | 4. Sep. 1986 ID-Nr. 86002156   | 117 N. 3rd 35° 44′ 57″ N, 95° 22′ 17″ W | Muskogee     |                                                                  |
| 42    | Taft City Hall                           |                                        | 28. Sep. 1984 ID-Nr. 84003330  | Elm and Seminole Sts. 35° 45′ 40″ N, 95° 32′ 42″ W | Taft         |                                                                  |
| 43    | Reverend L.W. Thomas Homestead           |                                        | 7. Juni 2018 ID-Nr. 100002544  | 5805 Oktaha Rd. 35° 40′ 23,9″ N, 95° 25′ 3,8″ W | Summit       |                                                                  |
| 44    | A. C. Trumbo House                       | A. C. Trumbo House                     | 2. Mai 1984 ID-Nr. 84003334    | 1321 W. Broadway St. 35° 45′ 13″ N, 95° 23′ 1″ W | Muskogee     |                                                                  |
| 45    | Union Agency                             | Union Agency                           | 6. Okt. 1970 ID-Nr. 70000535   | Agency Hill in Honor Heights Park 35° 46′ 0″ N, 95° 25′ 0″ W                                                                                                | Muskogee     |                                                                  |
| 46    | United States Post Office and Courthouse | weitere Bilder                         | 24. März 2000 ID-Nr. 00000246  | 101 N. 5th St. 35° 44′ 58″ N, 95° 22′ 31″ W | Muskogee     |                                                                  |
| 47    | Ward Chapel AME Church                   | Ward Chapel AME Church                 | 25. Sep. 1984 ID-Nr. 84003338  | 319 N. 9th St. 35° 45′ 16″ N, 95° 22′ 41″ W | Muskogee     |                                                                  |
| 48    | J.C. Welch House                         | J.C. Welch House                       | 2. Mai 1984 ID-Nr. 84003343    | 1403 W. Okmulgee St. 35° 45′ 13″ N, 95° 23′ 10″ W | Muskogee     |                                                                  |

## Belege
1. ↑  Die Nummerierung in dieser Listenspalte ist an der vom National Park Service vorgelegten Reihenfolge der Einträge orientiert; die Farben unterscheiden verschiedene Schutzgebietstypen des Nationalparksystems mit landesweiter Bedeutung (z. B. National Historic Landmarks) von den sonstigen Einträgen im National Register of Historic Places.
2. ↑  National Register Information System. In: National Register of Historic Places. National Park Service, abgerufen am 13. März 2009 (englisch).

- Karte mit allen Koordinaten:
- OSM |
- WikiMap